# LVI Corpo Panzer (Alemanha)
O LVI Corpo Panzer foi um Corpo de Exército da Alemanha durante a Segunda Guerra Mundial. Foi formado a partir do LVI Corpo de Exército em Março de 1942 e lutou contra os partisans em Spas-Demensk e Kirov antes de recuar para Krichev e atravessar o Dnieper. Lutou em Zhlobin e Kalinkovichi e recuou nas marchas de Pripet para Brest-Litovsk na primavera de 1944.
Recuou por entre a Polônia sofrendo pesadas baixas antes de encerrar a guerra na Batalha de Berlim.

## Comandantes
- General der Panzertruppen Ferdinand Schaal   (16 Março 1942 - 1 Agosto 1943)[3]
- General der Infanterie Friedrich Hoßbach   (1 Agosto 1943 - 14 Novembro 1943)
- General der Infanterie Anton Graßer   (14 Novembro 1943 - 9 Dezembro 1943)
- General der Infanterie Friedrich Hoßbach   (9 Dezembro 1943 - 14 Junho 1944)
- General der Infanterie Johannes Block   (15 Junho 1944 - 26 Janeiro 1945)
- General der Kavallerie Rudolf Koch-Erpach   (26 Janeiro 1945 - 10 Abril 1945)
- General der Artillerie Helmuth Weidling   (10 Abril 1945 - 8 Maio 1945)

## Área de Operações
- Frente Oriental, Setor Central  (Março 1942 - Julho 1944)[3]
- Polônia (July 1944 - Jan 1945)
- Leste da Alemanha & Berlim (Janeiro 1945 - Maio 1945)

## Ordem de Batalha
- Arko 125[3]
- Korps-Nachrichten Abteilung 456
- Korps-Nachschub Truppen 456
- Korps-MG-Bataillon 456

## Membros Notáveis
- Ferdinand Schaal (Ativo na resistência contra Hitler)